# Richard Cosway
Richard Cosway, angleški slikar in akademik, * 5. november 1742, Tiverton, † 4. julij 1821, London.
Leta 1768 je postal ustanovitveni član Kraljeve akademije, leta 1785 pa uradni slikar princa Walesa.